# RSV Ortelsburg
Der RSV Ortelsburg war ein deutscher Sportverein aus der ostpreußischen Stadt Ortelsburg (heute Szczytno). Die Fußballabteilung spielte drei Spielzeiten in der erstklassigen Gauliga Ostpreußen.

## Geschichte
Nach Gründung des Vereins 1922 spielte der RSV Ortelsburg im Ligensystem des Baltischen Rasen- und Wintersport-Verbandes, erreichte aber nicht die oberste Spielklasse. Ab der Spielzeit 1925/26 ist ein Spielbetrieb in der zweitklassigen, anfangs Bezirksliga Südostpreußen genannte Spielklasse überliefert. Der Spielklassenname wechselte im Laufe der Zeit auf Staffelliga West (ab 1928/29) und Kreisliga Südostpreußen (ab 1930/31). Durch den dritten Tabellenplatz in der Kreisliga Südostpreußen 1933 wurde der RSV Ortelsburg im Zuge der Einrichtung der Sportgaue anstelle der Fußballverbände in die zweitklassige Bezirksklasse III Allenstein innerhalb des Sportgaus Ostpreußen eingeordnet.
Bedingt durch die Erweiterung der Gauliga Ostpreußen von 14 auf 28 Mannschaften zur Spielzeit 1935/36 gelang dem RSV Ortelsburg die Qualifikation für diese oberste Liga. In allen drei Spielzeiten wurde der Verein in der Gruppe Allenstein jeweils Letztplatzierter. Zur Saison 1938/39 wurde die Gauliga Ostpreußen auf zehn Mannschaften verkleinert, Ortelsburg konnte sich durch den letzten Platz in der Spielzeit 1937/38 nicht qualifizieren und stieg wieder in die Zweitklassigkeit ab.
Nach dem Zweiten Weltkrieg wurde das einstmals deutsche Ortelsburg unter polnische Verwaltung gestellt. Der RSV Ortelsburg wurde, wie alle übrigen deutschen Vereine und Einrichtungen, zwangsaufgelöst.

## Erfolge
- Spielzeiten in der Gauliga Ostpreußen: 1935/36, 1936/37, 1937/38